# Ben Helfgott
Ben Helfgott (Piotrków Trybunalski, 22 novembre 1929 – Londra, 16 giugno 2023) è stato un sollevatore e attivista britannico.
Fu uno dei due atleti ebrei che gareggiarono alle Olimpiadi dopo essere sopravvissuti all'Olocausto, insieme al nuotatore e giocatore di pallanuoto francese Alfred Nakache.

## Biografia
Nacque a Piotrków Trybunalski da una famiglia ebrea polacca. Aveva 10 anni quando la Germania invase la Polonia nel 1939. Venne inviato a Buchenwald, ma fu liberato nel 1945, insieme agli altri 731 rifugiati orfani di età inferiore ai 16 anni portati dalla CBF World Jewish Relief in Inghilterra dopo la guerra. Nella sua famiglia solo lui e una sorella scamparono all'Olocausto; la madre e la sorella minore furono arrestate e fucilate dai nazisti.
Si dedicò quindi al sollevamento pesi, rappresentando la Gran Bretagna per tutta la sua carriera. Fu campione nazionale dei pesi leggeri nel 1955, 1956 e 1958.  Partecipò alle Olimpiadi estive del 1956 a Melbourne in Australia e alle Olimpiadi del 1960 a Roma. Vinse la medaglia di bronzo ai Giochi dell'Impero Britannico e del Commonwealth del 1958 tenutisi a Cardiff, nel Galles meridionale. Helfgott conquistò la medaglia d'oro alle Maccabiadi del 1950, 1953 e 1957.
Divenne in seguito un tenace attivista contro il razzismo e l'antisemitismo.
Helfgott è morto nel 2023. 

## Vita privata
Si sposò nel 1966 ed ebbe tre figli.